# 達磨寺 (伊豆市)
達磨寺（だるまじ）は、静岡県伊豆市にある臨済宗妙心寺派の寺院。山号は富士見山。本尊は達磨大師。

## 由緒
京都法輪寺の分院として創立された。